# Eugenia denigrata
Eugenia denigrata är en myrtenväxtart som beskrevs av Mcvaugh. Eugenia denigrata ingår i släktet Eugenia och familjen myrtenväxter. Inga underarter finns listade i Catalogue of Life.